# European Major Exhibition Centres Association
Die European Major Exhibition Centres Association (EMECA) (deutsch: Vereinigung führender europäischer Messeplätze) ist eine Vereinigung europäischer Messeplätze, die sich 1992 in Paris, Frankreich zusammengeschlossen hat. Das EMECA-Sekretariat befindet sich seit April 2008 in Brüssel. Ziel der EMECA ist es, die Ausstattung der Messeplätze, die Organisation sowie den Aussteller- und Besucherservice der 18 Mitglieder fortlaufend zu professionalisieren.

## Hintergrund
Von den 45 Messegesellschaften weltweit, die über mehr als 100.000 Quadratmeter Ausstellungsfläche verfügen, befinden sich 34 in
Europa. Allein die 18 Mitglieder der EMECA führen jährlich rund 1.200 Messen mit circa 388.000 Ausstellern und 43,5 Millionen Besuchern auf einer Brutto-Ausstellungsfläche von ungefähr 36 Millionen Quadratmetern durch. Nach eigenen Schätzungen generieren die ausstellenden Unternehmen einen Umsatz von rund 800 Milliarden Euro durch ihre Messebeteiligung. Laut einer Studie des internationalen Wirtschaftsprüfungs- und Beratungsunternehmens KPMG liegen die volkswirtschaftlichen Effekte der EMECA-Messeplätze bei rund 16 Milliarden Euro.
Die Übernahme der beiden privaten Messeveranstalter Exposium und Comexpo im Jahr 2005 durch die großen Pariser Messeplätze sowie die anschließende Verschmelzung der beiden großen Pariser Messeplätze Paris Expo und Paris Nord Villepinte / Le Bouget zu VIPARIS, aber auch das Zusammengehen der Messeplätze Basel und Zürich im Jahr 2001 sind Reaktionen auf die internationale Verschärfung des Wettbewerbs. Daneben wird etwa durch Kooperationen zwischen Mailand und Hannover oder Frankfurt und Rom zusammengearbeitet. Das Ziel der Partnerschaften die Stärkung des Messestandorts Europa.

## Mitglieder
Die 24 EMECA-Mitglieder sind
Belgien:
- Brussels Expo

Deutschland:
- KoelnMesse
- Deutsche Messe (Hannover)
- NürnbergMesse
- Messe Stuttgart

Frankreich:
- EUREXPO – Centre de Conventions et d’Expositions de Lyon
- VIPARIS, Paris

Italien:
- BolognaFiere
- Fiera Milano
- Italian Exhibition Group (Rimini, Vicenza)
- Veronafiere

Niederlande:
- RAI Amsterdam
- Royal Dutch Jaarbeurs Utrecht

Polen:
- MTP Grupa, Poznan

Portugal:
- Feira Internacional de Lisboa

Russland:
- Expocentre Moscow (zur Zeit suspendiert)

Schweiz:
- MCH Group (Basel, Zurich, Lausanne)
- Palexpo Geneva

Spanien:
- Fira de Barcelona
- BEC – Bilbao Exhibition Centre
- IFEMA – Feria de Madrid
- Feria Valencia

Vereinigtes Königreich:
- ExCeL London
- NEC – National Exhibition Centre Birmingham

## Vorstand
EMECA wird von einem alle zwei Jahre durch die Mitglieder neu gewählten Board geleitet. Derzeitiger Präsident des Boards ist Roland Bleinroth, Geschäftsführer der Messe Stuttgart. Weitere Mitglieder des Boards und ihre Zuständigkeiten sind: Ricard Zapatero (Fira Barcelona) Vizepräsident für Strategie, Pablo Nakhlé-Cerruti (VIPARIS) Vizepräsident für die Beziehungen zur Europäischen Union, Corrado Peraboni (Italian Exhibition Group) Vizepräsident Finanzen und Schatzmeister, Elżbieta Roeske (Grupa MTP) Vizepräsidentin Infrastruktur und Technik, Anne-Marie Baezner (EUREXPO Lyon) Vizepräsidentin Kommunikation, Maria João Rocha de Matos (Feira Internacional de Lisboa) Vizepräsidentin Digitalisierung. Verwaltet wird der Verband von EMECA-Generalsekretärin Barbara Weizsäcker.

## Aufgabe
Seit mehr als 15 Jahren unterstützt EMECA seine Mitglieder – Halleneigentümer und Messeveranstalter – dabei, als internationale Plattformen zu agieren. Der Verband fördert Geschäftsleben und Handel der Messebeteiligten und unterstützt gemeinsame Projekte von Industrien und Unternehmen. Eine weitere Aufgabe von EMECA besteht darin, den globalen Einfluss ihrer Mitglieder zu fördern und das Ansehen des Messeplatzes Europa auf internationaler Ebene zu steigern. Dies wird durch eine kontinuierliche Weiterentwicklung der Messekonzepte, die Entwicklung innovativer Dienstleistungen für Aussteller und Besucher sowie durch den Ausbau der Infrastruktur der Messeplätze erreicht. Eine wichtige Aufgabe in diesem Zusammenhang ist es, die Transparenz und den Informationsfluss zu optimieren.

## Stärkung der Rolle mittelständischer Unternehmen in Europa
Viele der Aussteller auf den EMECA-Messeplätzen sind kleine und mittelständische Unternehmen (KMU), für die eine Messebeteiligung einen hohen Kostenfaktor darstellt. KMU sind jedoch Schlüsselfaktoren für das europäische Wirtschaftssystem – sie tragen zum Erhalt der sozialen Sicherheit und zum Erhalt von Arbeitsplätzen bei. In der Europäischen Union gibt es rund 23 Millionen KMU, die annähernd 100 Millionen Arbeitsplätze zur Verfügung stellen und 99 Prozent des gesamten Unternehmensbestandes bilden. Die Europäische Kommission hat daher das „Euro Info Centre“ (EIC) gegründet, welches durch EMECA als Partner unterstützt wird. Dieses Netzwerk mit fast 300 Anlaufstellen setzt sich seit mehr als zehn Jahren europaweit für die Förderung der unternehmerischen Tätigkeit zur Schaffung und Aufrechterhaltung von starken KMU in allen Industriesektoren ein. Unter anderem werden KMU bei der Teilnahme an Fachmessen sowohl finanziell als auch organisatorisch – von der Vorbereitung bis hin zur praktischen Umsetzung – unterstützt. Ein Beispiel ist das Wirtschaftsförderungsprogramms für Lateinamerika „America Latina-Invest“ (Al-Invest): Das 1995 von der EU ins Leben gerufene Programm erleichtert KMU aus Lateinamerika die Teilnahme an europäischen Fachmessen. Unter der Leitung von Eurochambres, dem europäischen Dachverband der Industrie- und Handelskammern, zeichnet EMECA für die Umsetzung verantwortlich. Bis heute nahmen mehr als 87.000 KMU daran teil. Zudem berät EMECA Eurochambres bei der Auswahl der förderungswürdigen Fachmessen.

## Weitere Themenschwerpunkte
Weitere Themen der EMECA sind unter anderem der Umgang mit dem Schutz des geistigen Eigentums, die barrierefreie Zugang zu Messeplätzen und energieeffizientes Wirtschaften. So fordert EMECA die EU auf, das Immaterialgüterrecht für Geistiges Eigentum in Europa sowie weltweit stärker zu diskutieren. 2007 veröffentlichte EMECA eine Studie zur Barrierefreiheit von europäischen Messeplätzen, die den Zustand der europäischen Messeplätze gemessen an den modernen Bedürfnissen von Ausstellern und Besuchern untersuchte. Ende 2009 beschloss EMECA die Durchführung einer Studie zur Energieeffizienz von neuen wie von renovierungsbedürftigen Messehallen. Die neuen Gelände sollen Hinweise für die energieeffiziente Errichtung weiterer neuer Hallen geben. Im Altbestand soll untersucht werden, welche Maßnahmen bei der Renovierung ergriffen werden müssen, um den Energieverbrauch dauerhaft zu senken.

## Schutz des geistigen Eigentums
EMECA fordert die EU auf, das Immaterialgüterrecht für Geistiges Eigentum in Europa sowie weltweit stärker zu diskutieren.